# Conception (productiehuis)
Conception is een Gents productiehuis dat naast spotjes en kortfilms ook verantwoordelijk is voor een aantal producties op de Vlaamse televisie, waaronder Rupel en Brussel Nieuwsstraat.
Het bedrijf werd opgericht door Ief Stuyvaert en An Larssen. Die laatste nam ontslag als zaakvoerder in 2018.

## TV Producties
- Brussel Nieuwsstraat (TV1, 2000-2002)
- Webcameraden (VT4, 2002-2007)
- Rupel (VTM, 2004-2005)
- Lekker Windje (Ketnet, 2012-2015)

## Kortfilms
- A Day in a Life (2007)
- Een kleine duw (2009)